# Nghi Xuyên
Nghi Xuyên (tiếng Trung: 宜川縣, Hán Việt: Nghi Xuyên huyện) là một huyện thuộc địa cấp thị Diên An (延安市), tỉnh Thiểm Tây, Cộng hòa Nhân dân Trung Hoa. Huyện này có diện tích 2945 km2, dân số năm 2002 là 110.000 người. Các đơn vị hành chính thuộc huyện Nghi Xuyên gồm có 3 trấn (Vân Nham, Tập Nghĩa, Ngưu Gia) và 11 hương.

## Khí hậu
| Dữ liệu khí hậu của Nghi Xuyên, elevation 840 m (2.760 ft), (1991–2020 normals, extremes 1981–2010) | Dữ liệu khí hậu của Nghi Xuyên, elevation 840 m (2.760 ft), (1991–2020 normals, extremes 1981–2010) | Dữ liệu khí hậu của Nghi Xuyên, elevation 840 m (2.760 ft), (1991–2020 normals, extremes 1981–2010) | Dữ liệu khí hậu của Nghi Xuyên, elevation 840 m (2.760 ft), (1991–2020 normals, extremes 1981–2010) | Dữ liệu khí hậu của Nghi Xuyên, elevation 840 m (2.760 ft), (1991–2020 normals, extremes 1981–2010) | Dữ liệu khí hậu của Nghi Xuyên, elevation 840 m (2.760 ft), (1991–2020 normals, extremes 1981–2010) | Dữ liệu khí hậu của Nghi Xuyên, elevation 840 m (2.760 ft), (1991–2020 normals, extremes 1981–2010) | Dữ liệu khí hậu của Nghi Xuyên, elevation 840 m (2.760 ft), (1991–2020 normals, extremes 1981–2010) | Dữ liệu khí hậu của Nghi Xuyên, elevation 840 m (2.760 ft), (1991–2020 normals, extremes 1981–2010) | Dữ liệu khí hậu của Nghi Xuyên, elevation 840 m (2.760 ft), (1991–2020 normals, extremes 1981–2010) | Dữ liệu khí hậu của Nghi Xuyên, elevation 840 m (2.760 ft), (1991–2020 normals, extremes 1981–2010) | Dữ liệu khí hậu của Nghi Xuyên, elevation 840 m (2.760 ft), (1991–2020 normals, extremes 1981–2010) | Dữ liệu khí hậu của Nghi Xuyên, elevation 840 m (2.760 ft), (1991–2020 normals, extremes 1981–2010) | Dữ liệu khí hậu của Nghi Xuyên, elevation 840 m (2.760 ft), (1991–2020 normals, extremes 1981–2010) |
| Tháng                                                                                               | 1                                                                                                   | 2                                                                                                   | 3                                                                                                   | 4                                                                                                   | 5                                                                                                   | 6                                                                                                   | 7                                                                                                   | 8                                                                                                   | 9                                                                                                   | 10                                                                                                  | 11                                                                                                  | 12                                                                                                  | Năm                                                                                                 |
| --------------------------------------------------------------------------------------------------- | --------------------------------------------------------------------------------------------------- | --------------------------------------------------------------------------------------------------- | --------------------------------------------------------------------------------------------------- | --------------------------------------------------------------------------------------------------- | --------------------------------------------------------------------------------------------------- | --------------------------------------------------------------------------------------------------- | --------------------------------------------------------------------------------------------------- | --------------------------------------------------------------------------------------------------- | --------------------------------------------------------------------------------------------------- | --------------------------------------------------------------------------------------------------- | --------------------------------------------------------------------------------------------------- | --------------------------------------------------------------------------------------------------- | --------------------------------------------------------------------------------------------------- |
| Cao kỉ lục °C (°F)                                                                                  | 16.2 (61.2)                                                                                         | 22.2 (72.0)                                                                                         | 29.3 (84.7)                                                                                         | 37.4 (99.3)                                                                                         | 37.9 (100.2)                                                                                        | 39.7 (103.5)                                                                                        | 40.0 (104.0)                                                                                        | 37.1 (98.8)                                                                                         | 38.3 (100.9)                                                                                        | 31.1 (88.0)                                                                                         | 24.7 (76.5)                                                                                         | 19.8 (67.6)                                                                                         | 40.0 (104.0)                                                                                        |
| Trung bình ngày tối đa °C (°F)                                                                      | 3.1 (37.6)                                                                                          | 7.7 (45.9)                                                                                          | 14.4 (57.9)                                                                                         | 21.6 (70.9)                                                                                         | 26.2 (79.2)                                                                                         | 30.1 (86.2)                                                                                         | 30.9 (87.6)                                                                                         | 29.0 (84.2)                                                                                         | 24.2 (75.6)                                                                                         | 18.3 (64.9)                                                                                         | 11.4 (52.5)                                                                                         | 4.7 (40.5)                                                                                          | 18.5 (65.3)                                                                                         |
| Trung bình ngày °C (°F)                                                                             | −4.7 (23.5)                                                                                         | −0.4 (31.3)                                                                                         | 6.1 (43.0)                                                                                          | 13.0 (55.4)                                                                                         | 17.9 (64.2)                                                                                         | 22.0 (71.6)                                                                                         | 23.8 (74.8)                                                                                         | 22.2 (72.0)                                                                                         | 17.1 (62.8)                                                                                         | 10.6 (51.1)                                                                                         | 3.5 (38.3)                                                                                          | −3.0 (26.6)                                                                                         | 10.7 (51.2)                                                                                         |
| Tối thiểu trung bình ngày °C (°F)                                                                   | −10.1 (13.8)                                                                                        | −6.2 (20.8)                                                                                         | −0.4 (31.3)                                                                                         | 5.7 (42.3)                                                                                          | 10.5 (50.9)                                                                                         | 15.1 (59.2)                                                                                         | 18.3 (64.9)                                                                                         | 17.3 (63.1)                                                                                         | 12.2 (54.0)                                                                                         | 5.3 (41.5)                                                                                          | −1.6 (29.1)                                                                                         | −8.2 (17.2)                                                                                         | 4.8 (40.7)                                                                                          |
| Thấp kỉ lục °C (°F)                                                                                 | −22.2 (−8.0)                                                                                        | −19.3 (−2.7)                                                                                        | −15.7 (3.7)                                                                                         | −6.3 (20.7)                                                                                         | −1.5 (29.3)                                                                                         | 6.2 (43.2)                                                                                          | 10.5 (50.9)                                                                                         | 8.4 (47.1)                                                                                          | −0.6 (30.9)                                                                                         | −8.4 (16.9)                                                                                         | −18.0 (−0.4)                                                                                        | −23.3 (−9.9)                                                                                        | −23.3 (−9.9)                                                                                        |
| Lượng Giáng thủy trung bình mm (inches)                                                             | 4.3 (0.17)                                                                                          | 6.3 (0.25)                                                                                          | 12.7 (0.50)                                                                                         | 30.7 (1.21)                                                                                         | 47.5 (1.87)                                                                                         | 61.8 (2.43)                                                                                         | 120.8 (4.76)                                                                                        | 97.6 (3.84)                                                                                         | 73.9 (2.91)                                                                                         | 42.8 (1.69)                                                                                         | 16.1 (0.63)                                                                                         | 2.8 (0.11)                                                                                          | 517.3 (20.37)                                                                                       |
| Số ngày giáng thủy trung bình (≥ 0.1 mm)                                                            | 2.9                                                                                                 | 3.2                                                                                                 | 4.5                                                                                                 | 6.6                                                                                                 | 8.5                                                                                                 | 9.0                                                                                                 | 12.5                                                                                                | 11.4                                                                                                | 10.4                                                                                                | 8.2                                                                                                 | 5.0                                                                                                 | 2.1                                                                                                 | 84.3                                                                                                |
| Số ngày tuyết rơi trung bình                                                                        | 4.3                                                                                                 | 4.1                                                                                                 | 2.3                                                                                                 | 0.3                                                                                                 | 0                                                                                                   | 0                                                                                                   | 0                                                                                                   | 0                                                                                                   | 0                                                                                                   | 0.2                                                                                                 | 2.3                                                                                                 | 3.2                                                                                                 | 16.7                                                                                                |
| Độ ẩm tương đối trung bình (%)                                                                      | 54                                                                                                  | 53                                                                                                  | 49                                                                                                  | 49                                                                                                  | 53                                                                                                  | 59                                                                                                  | 70                                                                                                  | 75                                                                                                  | 74                                                                                                  | 70                                                                                                  | 62                                                                                                  | 55                                                                                                  | 60                                                                                                  |
| Số giờ nắng trung bình tháng                                                                        | 193.3                                                                                               | 181.6                                                                                               | 214.6                                                                                               | 232.3                                                                                               | 249.4                                                                                               | 234.9                                                                                               | 216.1                                                                                               | 199.9                                                                                               | 170.8                                                                                               | 177.7                                                                                               | 179.2                                                                                               | 187.6                                                                                               | 2.437,4                                                                                             |
| Phần trăm nắng có thể                                                                               | 62                                                                                                  | 59                                                                                                  | 57                                                                                                  | 59                                                                                                  | 57                                                                                                  | 54                                                                                                  | 49                                                                                                  | 48                                                                                                  | 47                                                                                                  | 52                                                                                                  | 59                                                                                                  | 63                                                                                                  | 56                                                                                                  |
| Nguồn: China Meteorological Administration                                                          | | | | | | | | | | | | | |